# 譽宴集團
譽宴集團是香港一家中式酒樓飲食集團。
譽宴成立於2011年1月1日，由張家豪創辦。譽宴前身是彩福，於2000年開設第一間彩福分店。其後因經營理念不合，跟彩福另一名股東分家，再易名為譽宴。兩集團現已不存在合作關係。
2013年12月10日，譽宴集團在創業板以配售形式上市，發行1億股股份，當中5000萬股為新股，配售價介乎在1至1.2港元，當時的上巿代號是8107。

## 已結業的品牌
- 涮得棧

## 外部連結
- 譽宴集團（页面存档备份，存于）
- 譽宴（页面存档备份，存于）